# Room 101
Room 101 is een komisch televisieprogramma van de BBC, gebaseerd op het radioprogramma met dezelfde naam, waarin bekende gasten de gastheer moeten overtuigen om een bepaald gehaat iets of iemand naar de "kamer" te verbannen. Ook het publiek mag hierover meestemmen. De televisieserie begon op 4 juli 1994 en werd geproduceerd door Hat Trick Productions (Have I Got News for You, Whose Line Is It Anyway?) en uitgezonden door BBC Two.

## Concept
De radioserie Room 101 werd in 1992 uitgezonden door BBC Radio 5 en werd gepresenteerd door Nick Hancock. Dit was ook de eerste presentator toen de serie een tv-versie kreeg. Vanaf 1999 werd de serie gepresenteerd door Paul Merton, en zijn eerste gast was niemand minder dan Nick Hancock zelf.
De titel van het programma refereert aan Kamer 101 uit George Orwells roman 1984. Het was een martelruimte in het Ministerie van Liefde waarin de gevangene onderworpen werd aan zijn of haar ergste nachtmerrie of angst. In de dystopische wereld van de roman kennen de autoriteiten zelfs de nachtmerries van de burgers. Naar het schijnt is deze ruimte weer vernoemd naar een vergaderzaal in een gebouw van de BBC, waarin Orwell vaak saaie vergaderingen moest doorstaan.
Elk voorwerp kan genomineerd worden, en het kan ook meer dan eens naar de kamer gestuurd worden. Ben Elton werd tweemaal tot "Room 101" veroordeeld, door Anne Robinson en door komiek Mark Steel. Voetbal werd genomineerd door Spike Milligan en ging er toen niet in, maar later wel voor Marcus Brigstocke.

## Regels

### Onder Hancock
De regels waren vrij streng. Nick Hancock had argumenten uitgewerkt om de voorwerpen buiten te houden. Als een gast erin geslaagd was drie van de vijf gehate voorwerpen in de kamer te krijgen, mocht deze als bonus nog een van de afgewezen voorwerpen vernietigen. Als een gast te weinig items weet te verbannen, komt er een terug. Dit is alleen gebeurd bij Caroline Quentin, die Paul Daniels terug liet komen. Hij werd later teruggestuurd door komiek Jim Davidson, en was nog later zelf te gast. Er werd ongerelateerde muziek van de fictieve "Room 101"-radiozender gespeeld terwijl het voorwerp verdween over de lopende band.

### Onder Merton
Toen Merton bewaker van de kamer werd in 1999 werden de regels vereenvoudigd, er werden geen bonusvoorwerpen meer vernietigd, de muziek werd uit het programma gehaald en de lopende band werd vervangen door een valluik. Het gesprek werd rustiger, meer passend bij Merton. Hij was ook erg gekant tegen het nomineren van dieren naar Kamer 101, waarbij hij meestal opmerkte dat dan een hele diersoort zou sterven, maar hij liet zich meestal wel overhalen.

## Genomineerde zaken
Hieronder volgt een (onvolledige) lijst met enkele van de zaken die mensen in Room 101 wilden stoppen. Tussen haakjes staan de personen die het voorgenoemde voorwerp haatten.

### Mensen
- De Welsh (Anne Robinson)
- Ben Elton (Anne Robinson en Mark Steel)
- Anne Robinson (Jessica Stevenson)
- Chris Evans (Spike Milligan)
- William Shakespeare (Frank Skinner)
- Mannen met baarden (John Peel)
- Chris de Burgh (Bill Bailey en Tony Slattery)
- Paul Merton - (Ian Hislop)
- Jeremy Clarkson - (Sean Lock)

### Televisie en cultuur
- Room 101 (Stephen Fry)
- Disney (Rich Hall)
- Journalisten (Terry Venables)
- Cirque du Soleil (Alexei Sayle)
- Kerkdiensten op televisie (Phil Collins)

### Dieren
- Yorkshireterriërs (Ulrika Jonsson)
- Vliegen (Jeremy Clarkson)
- Honden-testikels (Germaine Greer)
- Ratten (Caroline Quentin)
- Konijnen (Peter Cook)
- Honden-lippen (Jonathan Ross)

### Plekken
- Vliegvelden (Will Self)
- Duitsland (Neil Morrissey)
- Oostenrijk (Meera Syal)
- Spike Milligans huis (Spike Milligan)
- Het postkantoor in Chiswick (Sheila Hancock)
- Portsmouth (Spike Milligan)
- Riverside Caravan Park in Bognor Regis (Ricky Gervais)

### Sport
- Cricket (Angus Deayton)
- De golfclub-mentaliteit (Jeremy Clarkson)
- Voetbal (Nick Hancock, Spike Milligan en Marcus Brigstocke)

### Eten, mode en stijl
- Okra (Gordon Ramsay)
- De combinatie van colbertjas met jeans (Alan Davies)
- Beha's (Bill Bailey)
- Zijn eigen kleding (Jonathan Ross)

### Diversen
- Het rookverbod (Boris Johnson)
- Onderwijs (Michael Gambon)
- 1975 (Jo Brand)
- Het kleine stukje katoendraad dat een nieuw paar sokken bij elkaar houdt (Michael Parkinson)
- Verjaardagen (Michael Gambon)
- Australische vraagintonatie (Stephen Fry)
- Te laat komen (Ricky Gervais)
- Irritante geluiden (Ricky Gervais)
- New age-overtuigingen (Stephen Fry)

## Nederlandse versie
Vanaf 6 februari 2008 zond de VPRO op Nederland 3 een Nederlandse versie van het programma uit, dat gepresenteerd werd door Jan Jaap van der Wal. Dit eerste seizoen bestond uit zes afleveringen, en de eerste gast was Erik van Muiswinkel.

## Vlaamse versie
In Vlaanderen werd in 2004 ook een versie van dit programma uitgezonden, zij het onder de naam De Porseleinen Pony. De presentatie was in handen van Jo Van Damme. Het werd echter geen succes.